# Seabirds
«Seabirds» (с англ. — «Морские птицы») — песня группы Pink Floyd записанная в 1969 году для фильма Барбета Шрёдера «Ещё» (More). Несмотря на то, что «Seabirds» звучит в фильме, в альбом More эта композиция не вошла.

## Общие сведения
Музыка и слова к «Seabirds» были написаны бас-гитаристом Роджером Уотерсом, он же исполнил вокальную партию. Песня построена на контрасте тихого припева и экспрессивных громких куплетов с инструментальными переходами.
«Seabirds» была не единственной композицией, записанной Pink Floyd для фильма, но которая так и не появилась на альбоме More. Ещё один трек из фильма, не вошедший в альбом — инструментальный фрагмент «Hollywood», написанный Дэвидом Гилмором.
Несмотря на то, что песня «Seabirds» никогда не издавалась на официальных альбомах и сборниках Pink Floyd, тем не менее она была включена в песенник группы The Pink Floyd Songbook.

## Фильм «Ещё»
В фильме «Ещё» композиция «Seabirds» звучит около четырёх минут сразу же после «The Nile Song». Она сопровождает кадры, в которых главные герои картины Стефан и Эстелла впервые встречаются на одной из парижских вечеринок хиппи. Песня начинает звучать с фрагмента, в котором слышен голос Стефана за кадром: «я влюбился с первого взгляда». Стефан узнаёт от Чарли, что блондинку, которую он увидел, зовут Эстелла, но несмотря на предостережения Чарли Стефан знакомится с Эстеллой, случайно встретившись с ней на кухне. После «Seabirds» сразу же звучит инструментальный фрагмент, являющийся вариацией композиции «Main Theme».

## Кавер-версия
Кавер-версия песни «Seabirds» известна в исполнении Langford and Kerr, она вошла в сборник звуковых дорожек к фильмам, записанный в 1991 году — Moving Soundtracks (Volume One).

## Участники записи
- Роджер Уотерс — бас-гитара, вокал;
- Дэвид Гилмор — гитара;
- Ричард Райт — клавишные;
- Ник Мейсон — ударные;